# Bärbel
Bärbel ist ein weiblicher Vorname.

## Herkunft und Bedeutung
Bärbel ist eine deutsche Variante des Vornamens Barbara. Eine seltenere Variante ist Bärbl.

## Namensträgerinnen
- Bärbel Aichinger (* 1940), deutsche Hockeyspielerin
- Bärbel Bas (* 1968), deutsche Politikerin (SPD) und Präsidentin des Deutschen Bundestages
- Bärbel Beuermann (* 1955), deutsche Politikerin (SPD)
- Bärbel Bohley (geb. Brosius; 1945–2010), deutsche Bürgerrechtlerin und Malerin
- Bärbel Bolle (1941–2015), deutsche Schauspielerin
- Bärbel Dieckmann (* 1949), deutsche Politikerin (SPD) und Oberbürgermeisterin von Bonn
- Bärbel Frischmann (* 1960), deutsche Philosophin und Professorin für Geschichte der Philosophie
- Bärbel Fuhrmann (* 1940), deutsche Schwimmsportlerin
- Bärbel Grässlin (* 1954), deutsche Kunsthändlerin und Galeristin zeitgenössischer Kunst
- Bärbel Höhn (geb. Christensen; * 1952), deutsche Politikerin (Bündnis 90/Die Grünen)
- Bärbel Inhelder (1913–1997), Schweizer Entwicklungspsychologin
- Bärbel Kerkhoff-Hader (1940–2023), deutsche Volkskundlerin und Hochschullehrerin
- Bärbel Klässner (* 1960), deutsche Lyrikerin und Prosaautorin
- Bärbel Köster (* 1957), deutsche Kanutin
- Bärbel Kovalevski (* 1937), deutsche Kunsthistorikerin und Museologin
- Bärbel Kramer (geb. Krebber; * 1948), deutsche Papyrologin
- Bärbel Löhnert (geb. Geißler; * 1942), deutsche Leichtathletin
- Bärbel Mayer (* 1935), deutsche Leichtathletin und Olympiateilnehmerin (Sprinterin)
- Bärbel Mohr (1964–2010), deutsche Autorin und Referentin
- Bärbel Oftring (* 1962), deutsche Biologin, Buchautorin und Lektorin
- Bärbel Rädisch (* 1942), deutsche Autorin
- Bärbel Rethfeld (* 1970), deutsche Physikerin
- Bärbel Röhl (* 1950), deutsche Schauspielerin
- Bärbel Schäfer (* 1958), Regierungspräsidentin des baden-württembergischen Regierungsbezirks Freiburg
- Bärbel Schäfer (* 1963), deutsche Fernsehmoderatorin und -produzentin
- Bärbel Schwarz (* 1978), deutsche Schauspielerin, Performerin und Musikerin
- Bärbel Stolz (* 1977), deutsche Schauspielerin
- Bärbel Thoelke (* 1938), deutsche Porzellangestalterin
- Bärbel Wachholz (1938–1984), Schlagersängerin der DDR
- Bärbel Wardetzki (* 1952), deutsche Psychotherapeutin, Supervisorin, Coach, Referentin und Autorin von Sachbüchern
- Bärbel Weimar (* 1965), deutsche Fußballspielerin
- Bärbel Wöckel (geb. Eckert; * 1955), deutsche Leichtathletin
- Bärbel Wohlleben (* 1943), deutsche Fußballspielerin
- Bärbel Wolfmeier (* 1966), deutsche Radiomoderatorin und niederdeutsche Autorin sowie Poetry-Slam-Poetin